# Terrorangrebet i Boston 2013
Ved terrorangrebet i Boston 2013 blev to bomber bragt til sprængning tæt på mållinjen ved maratonløbet 15. april 2013 i Boston, USA. Ved sprængningen af de to bomber omkom tre personer, mens 183 blev såret.
USA's præsident, Barack Obama, gik natten til 16. april dansk tid på amerikansk tv og meddelte nationen, at gerningsmændene ville blive fundet og stillet til ansvar.
Kl. 00:45 dansk tid lød det fra Det Hvide Hus, at det var en terroraktion. Kl. 01:00 dansk tid oplyste det amerikanske politi, at man på overvågningsbilleder kunne se, at en mand anbragte rygsække i skraldespande. Manden var maskeret, så man formodede, at det ikke var en hjemløs.
Kl. 01:07 oplyste det amerikanske politi, at telefonnettet i Boston lukkedes ned, for at eventuelle rygsækbomber ikke ville blive udløst.
En tredje eksplosion fandt sted på JFK-biblioteket i Boston, men denne var angiveligt forårsaget af en fejl i et teknikrum. Udover de sprængte bomber var der kortvarigt forlydender om, at der fandtes flere ikke udløste bomber på stedet, men det viste sig ikke at være tilfældet.

## Dræbte
3 personer blev dræbt og 264 såret. De dræbte var den 29-årige Krystle M. Campbell fra Medford, Massachusetts, den 23-årige Lü Lingzi  (en kvindelig kinesisk statsborger fra Shenyang, Liaoning), der studerede ved Boston University og den 8-årige Martin Richard, en dreng fra Dorchester-kvarteret i Boston. 

## De hovedmistænkte
Da Boston politi offentliggjorde billeder af to hovedmistænkte, den ene med sort kasket, den anden med en omvendt hvid kasket, fik man hurtigt sat navne på de mistænkte. Det viste sig at være to brødre, den 19-årige Dzhokhar Tsarnaev og den 26-årige Tamerlan Tsarnaev begge af tjetjensk afstamning. De to foretog efterfølgende et røveri i en 7-eleven forretning og dræbte en politimand (Sean Collier). De stjal en Mercedes SUV og under en flugt fra politiet, blev Tamerlan Tsarnaev dræbt, mens det lykkedes Dzhokhar Tsarnaev at flygte. Han blev senere fundet i en båd i en baghave, hvor han hårdt såret blev anholdt. Muligvis handlede de ikke alene. Boston politi leder derfor efter eventuelle medsammensvorne.
Boston politi anholder senere tre mænd, der boede på samme kollegium som Dzhokhar Tsarnaev. De menes at have besværliggjort efterforskningen ved at fjerne beviser fra kollegiet (bl.a. en rygsæk tilhørende Tsarnaev).